# Angelica Bella
Angelica Bella (även känd som Gabriela Dari, Keti Kay och Gabriella Jankov), född 15 februari 1968, i Ungern, död 5 maj 2021, var en ungerskfödd porraktris. Hon medverkade i bland annat tyska och italienska pornografiska filmer, under åren 1991–2004.

## Filmografi (urval)
- Veniteci dentro (2004)
- Extreme Fetish Flicks: 2 Dicks for 1 Hole (2002)
- Bad Hair Day (2001)
- Perfect Asses (2000)
- Intime Kammerspiele (1999)
- Tons of Cum 25 (1998)
- Affare s'ingrossa: Peccati di culo 2, L' (1996)
- Angel's Vengeance (1995)
- La porno dottoressa (1995)
- Belle Angelica Bella (1994)
- Fruit Cocktail (1993)
- The Fisherman's Wife (1992)
- Roma Connection (1991)
- La Veuve de Budafesse (1994)
- Angelica Bellas bästa skjut (2005)
- Dr porr (2005)